# Amyema sanguinea
Amyema sanguinea é um arbusto hemiparasitário do género Amyema, da família Loranthaceae e nativo da Austrália, onde é encontrado em Nova Gales do Sul, Queensland, Território do Norte, Austrália do Sul e Austrália Ocidental.

## Ecologia
O A. sanguinea é encontrado geralmente em eucaliptos, mas é também encontrado por vezes em Melaleucas ou em Acacias. A lista de hospedeiros de Downey fornece 33 hospedeiros de eucalipto. É utilizado por, pelo menos, sete espécies de borboletas (Delias argenthona, Candalides margarita gilberti, Hippochrysops digglesii, Ogyris amaryllis meridionalis, Ogiris iphis doddi, Ogyris zosine e Comocrus behri).